# Földi István Könyvtár
A dombóvári Földi István Könyvtár könyvtári múltját kutatva dokumentált adatok már az 1900-as évek elejéről találhatók. A korabeli helyi sajtó egyesületek, egyletek, népkönyvtárak, iskolai könyvtárak létesítéséről és működéséről tájékoztat ill. a Könyvtári Minerva c. kiadvány ide vonatkozó kötete is.

## Története
643 kötet könyvvel rendelkezett 1904-ben a Dél-dunántúli Közművelődési Egyesület által alapított könyvtár Dombóváron. A két világháború közötti időben a dombóváriak számára a olvasókörök, az ipartestületi könyvtár, a két középiskola könyvtára, a Mozdonyvezetők Otthonának, és a Fűtők Otthonának könyvtára biztosított könyvkölcsönzési lehetőséget.
A Népkönyvtári hálózat az 1949-50-es évekre épült ki. A dombóvári könyvtár előbb Szekszárdhoz, majd Tamásihoz tartozott,  önálló Községi Könyvtár lett 1954. április 1.-től.  A Járási Könyvtár 1958. január 1.-jén létesült.  A Járási Könyvtár épületét teljesen felújították 1963-ban, új bútorokkal rendezték be, valamint áttértek a szabad polcos kölcsönzésre az addigi katalógus alapján történő könyvválasztásról. 1973-ban a könyvtár beköltözött az új Művelődési Házba.  Ez az összevonás eredményezte a Művelődési Központ és Könyvtár elnevezést. Kedvezően változott a kultúra állami támogatása az 1980-as években. A teljes olvasói teret kifestették és kicserélték a padlószőnyeget az 1990-ben történt felújításkor. 1992-ben lett az intézmény Városi Könyvtár. 1993. január 1.-től a Városi Könyvtár és a Művelődési Ház különvált, noha egy épületben maradtak. 2002-től számítógépesítve lett a kölcsönzési regisztráció, és a gyűjteményi tájékoztatás.  Megindult a mozgókönyvtári szolgáltatás 2005. szeptember 1.-től a dombóvári kistérség-ben. 2010-ben megújult a villamosenergia-, fűtés-, víz- és szennyvíz-rendszer, pályázati források igénybevételével. 2018. május 10.-től Földi István Könyvtár és Helytörténeti Gyűjteménynek hívták. 2021. január 1.-től a könyvtár Alapító okiratának módosítása után: Dombóvári Művelődési Ház, Könyvtár és Helytörténeti Gyűjteményre módosult.

### Dombóvári Művelődési Ház, Könyvtár és Helytörténeti Gyűjtemény
(rövidítve: Dombóvári Kulturális Szolgáltató Központ)
- Dombóvári Helytörténeti Gyűjtemény - Dombóvári Városszépítő és Városvédő Közhasznú Egyesület
- Tinódi Művelődési Ház
- Földi István Könyvtár

## Szolgáltatásai
- Ingyenes szolgáltatások

1. a könyvtár látogatása
2. a dokumentumok helyben használata
3. az állományfeltáró eszközök használata
4. információ a könyvtár és a könyvtári rendszer szolgáltatásairól

- Beiratkozás
- Kölcsönzés, előjegyzés, térítés
- Könyvtárközi kölcsönzés
- Irodai szolgáltatások
- Közösségi szolgálat
- Internethasználat
- Megvásárolható kiadványok
- Wifi
- Egyéb Tudnivalók

## Katalógusai
- leíró katalógus
- tárgyszókatalógus
- szakkatalógus
- helyismereti cikk-katalógus
- zeneművek leíró és szakkatalógusa
- cédulakatalógusok

## DombóPédia
Célja: Dombóvár és a Dombóvári kistérségre  vonatkozó oktatási, tudományos és kulturális célokra használható dokumentumok, információk összegyűjtse, rendezése, rendszerezése ill. az egyforma eséllyel történő hozzáférhetés esélyének biztosítása a kistérség lakóinak számára.